# Stargate Infinity
Stargate Infinity je animovaný televizní seriál. Jedná se o spin-off seriálu Hvězdná brána (Stargate SG-1). Byl vytvořen za spolupráce Metro-Goldwyn-Mayer (MGM) a DiC Entertainment a režíroval ho Will Meugniot. Seriál měl premiéru 14. září 2002 na stanici FOX Network, byl však velice neoblíbený a přestal se vysílat po první sezóně, předtím, než byla rozřešena hlavní zápletka.

## Příběh
Děj se odehrává asi 30 let po prvním použití hvězdné brány. Existence programu hvězdné brány už byla zveřejněna. Tým absolventů StarGate Academy vedený majorem Gusem Bonnerem se vydává na průzkumné mise po celé galaxii. V prvním díle je objeveno zvláštní stvoření, starověká mumie Draga. SGC se snaží vrátit Dragu na její domovskou planetu, ale mumie je sledována rasou, která loví na Zemi lidi. Celý tým je obviněn ze zrady a vydává se společně s Dragou pryč do vesmíru hledat důkaz, který by dokázal jejich nevinu. Zápletka nebyla nikdy rozřešena, protože seriál byl zrušen po první sezóně.

## Obsazení
| Dale Wilson      | Maj. Gus Bonner |
| Mark Hildreth    | R.J. Harrison   |
| Tifanie Christun | Stacey Bonner   |
| Bettina Busch    | Seattle Montoya |
| Kathleen Barr    | Draga           |
| Mackenzie Gray   | Pahk'kal        |
| Mark Acheson     | Da'Kyll         |
| Cusse Mankuma    | Ec'co           |